# 6060 Doudleby
6060 Doudleby este un asteroid din centura principală de asteroizi.

## Descriere
6060 Doudleby este un asteroid din centura principală de asteroizi. A fost descoperit pe 19 februarie 1980 la Observatorul Kleť de Antonín Mrkos. Asteroidul prezintă o orbită caracterizată de o semiaxă mare de 2,61 ua, o excentricitate de 0,09 și o înclinație de 9,9° în raport cu ecliptica.